# Belgian International 2001
Die Belgian International 2001 im Badminton fanden Anfang Mai 2001 statt.

## Sieger und Platzierte
| Disziplin    | Gold                            | Silber                            | Bronze                          |
| ------------ | ------------------------------- | --------------------------------- | ------------------------------- |
| Herreneinzel | Nabil Lasmari                   | Conrad Hückstädt                  | Frédéric Mawet                  |
| Herreneinzel | Nabil Lasmari                   | Conrad Hückstädt                  | Ruud Kuijten                    |
| Dameneinzel  | Hanny Setiani                   | Jana Voigtmann                    | Sofie Robbrecht                 |
| Dameneinzel  | Hanny Setiani                   | Jana Voigtmann                    | Harriet Johnson                 |
| Herrendoppel | Wouter Claes Frédéric Mawet     | Sven van Delsen David Vandewinkel | Bruce Topping Mark Topping      |
| Herrendoppel | Wouter Claes Frédéric Mawet     | Sven van Delsen David Vandewinkel | Jan Fröhlich Petr Martinec      |
| Damendoppel  | Harriet Johnson Karina Sørensen | Denise Naulin Jana Voigtmann      | Claire Henderson Jayne Plunkett |
| Damendoppel  | Harriet Johnson Karina Sørensen | Denise Naulin Jana Voigtmann      | Sandra Otto Susann Richter      |
| Mixed        | Wouter Claes Karina Sørensen    | Jayne Plunkett Bruce Topping      | Jan Fröhlich Zuzana Matějková   |
| Mixed        | Wouter Claes Karina Sørensen    | Jayne Plunkett Bruce Topping      | Claire Henderson Mark Topping   |

## Finalergebnisse
| Disziplin    | Sieger                          | Finalist                          | Ergebnis   |
| ------------ | ------------------------------- | --------------------------------- | ---------- |
| Herreneinzel | Nabil Lasmari                   | Conrad Hückstädt                  | 15-9 15-9  |
| Dameneinzel  | Hanny Setiani                   | Jana Voigtmann                    | 11-2 11-2  |
| Herrendoppel | Wouter Claes Frédéric Mawet     | Sven van Delsen David Vandewinkel | 15-8 15-11 |
| Damendoppel  | Harriet Johnson Karina Sørensen | Denise Naulin Jana Voigtmann      | 15-8 15-11 |
| Mixed        | Wouter Claes Karina Sørensen    | Bruce Topping Jayne Plunkett      | 15-7 15-9  |